# Tornai Helga
Tornai Helga (Szeged, 1963. június 8. –) író, nyelvtanár.

## Származása és életpályája
Családja kisebbik gyermekeként született. Édesapja dr. Tornai Mihály közgazdász, édesanyja dr. Kreuter Helga gyógyszerész.
Tanulmányait elsősorban szülővárosában végezte. Előbb a Rókusi Általános Iskola, majd a Tömörkény István Gimnázium növendéke. Végül a József Attila Tudományegyetem Bölcsészettudományi Karának hallgatója, ahol 1988-ban angol szakos és 1991-ben olasz szakos középiskolai tanári diplomát szerzett.
1991-től férjével Olaszországban él. A kilencvenes években elvégezte a salernói egyetem német szakát is. Jelenleg (2021) középiskolában angol nyelvet oktat.

## Díjak, elismerések
Juhász Gyula-díj (2021)

## Írásai
Leginkább ifjúsági szerzőként definiálható, hiszen írásaiban főként a kamaszokat szólítja meg, illetve az ő végtelenül összetett, változékony világukat tárja elénk. Egy olyan világot, amelyben a fiatal hősök lelki érettségükben és erkölcsi tartásukban bizony sokszor felülmúlják a felnőtteket.
Első írásai, főként karcolatai, a nyolcvanas években a Délmagyarországban jelentek meg.
Első regénye, a Randi a Török kávéházban, a Móra Könyvkiadó gondozásában, Dian Viktória szerkesztésében, 2005-ben látott napvilágot. A könyvet Zsoldos Vera rajzai díszítik.
Második regénye, a Szerelem made in Italy 2010-ben az Ünnepi Könyvhétre, szintén a Móra Könyvkiadónál jelent meg. A kötet szerkesztője Dian Viktória, illusztrátora Sajdik Ferenc.
Harmadik regénye, A monogramos szív 2020-ban a Magyar Kultúra Emlékívek Kiadó gondozásában jelent meg. (Lektor: Zsoldos Sándor, a borítókép Orgovány Erika munkája.)
Negyedik regénye, a Macska úr kincse 2022-ben a Magyar Kultúra Emlékívek gondozásában jelent meg. (Főszerkesztő: Kollár Ferenc, illusztrátor: Tichy András Pál.)
Legújabb írásai – novellái, karcolatai – a Vírusnaplóban olvashatók.